# NBA All-Star Game 1971
L'NBA All-Star Game 1971, svoltosi a San Diego, vide la vittoria finale della Western Conference sulla Eastern Conference sulla per 108 a 107.
Lenny Wilkens, dei Seattle SuperSonics, fu nominato MVP della partita.

## Squadre

### Western Conference
| Western Conference  |                        |     |     |     |     |     |     |     |     |
| Giocatore           | Squadra                | MIN | FGM | FGA | FTM | FTA | RIM | AST | PT  |
| Connie Hawkins      | Phoenix Suns           | 1   | 0   | 0   | 0   | 0   | 0   | 0   | 0   |
| Jerry Lucas         | San Francisco Warriors | 29  | 5   | 9   | 2   | 2   | 9   | 4   | 12  |
| Kareem Abdul-Jabbar | Milwaukee Bucks        | 30  | 8   | 16  | 3   | 4   | 14  | 1   | 19  |
| Dave Bing           | Detroit Pistons        | 19  | 2   | 7   | 0   | 0   | 2   | 2   | 4   |
| Jerry West          | Los Angeles Lakers     | 20  | 2   | 4   | 1   | 3   | 1   | 9   | 5   |
| Elvin Hayes         | San Diego Rockets      | 19  | 4   | 13  | 2   | 3   | 4   | 2   | 10  |
| Bob Love            | Chicago Bulls          | 21  | 6   | 12  | 4   | 5   | 4   | 0   | 16  |
| Wilt Chamberlain    | Los Angeles Lakers     | 18  | 1   | 1   | 0   | 0   | 8   | 5   | 2   |
| Jeff Mullins        | San Francisco Warriors | 3   | 0   | 0   | 0   | 0   | 0   | 0   | 0   |
| Geoff Petrie        | Portland Trail Blazers | 5   | 0   | 3   | 0   | 0   | 0   | 1   | 0   |
| Oscar Robertson     | Milwaukee Bucks        | 24  | 2   | 6   | 1   | 3   | 2   | 2   | 5   |
| Dick Van Arsdale    | Phoenix Suns           | 12  | 2   | 4   | 0   | 1   | 5   | 3   | 4   |
| Chet Walker         | Chicago Bulls          | 19  | 3   | 9   | 4   | 5   | 3   | 1   | 10  |
| Lenny Wilkens       | Seattle SuperSonics    | 20  | 8   | 11  | 5   | 5   | 1   | 1   | 21  |
| Totale              |                        | 240 | 43  | 95  | 22  | 31  | 53  | 31  | 108 |
| All. Larry Costello | Milwaukee Bucks        |     |     |     |     |     |     |     |     |

MIN: minuti. FGM: tiri dal campo riusciti. FGA: tiri dal campo tentati. FTM: tiri liberi riusciti. FTA: tiri liberi tentati. RIM: rimbalzi. AST: assist. PT: punti

### Eastern Conference
| Eastern Conference |                     |     |     |     |     |     |     |     |     |
| Giocatore          | Squadra             | MIN | FGM | FGA | FTM | FTA | RIM | AST | PT  |
| Billy Cunningham   | Philadelphia 76ers  | 19  | 2   | 8   | 1   | 2   | 4   | 3   | 5   |
| John Havlicek      | Boston Celtics      | 24  | 6   | 12  | 0   | 2   | 3   | 2   | 12  |
| Willis Reed        | New York Knicks     | 27  | 5   | 16  | 4   | 6   | 13  | 1   | 14  |
| Earl Monroe        | Baltimore Bullets   | 18  | 3   | 9   | 0   | 0   | 5   | 2   | 6   |
| Walt Frazier       | New York Knicks     | 26  | 3   | 9   | 0   | 0   | 6   | 5   | 6   |
| Johnny Green       | Cincinnati Royals   | 7   | 2   | 3   | 0   | 1   | 2   | 0   | 4   |
| Dave DeBusschere   | New York Knicks     | 19  | 4   | 7   | 0   | 0   | 7   | 3   | 8   |
| Lou Hudson         | Atlanta Hawks       | 17  | 6   | 13  | 2   | 3   | 3   | 1   | 14  |
| Gus Johnson        | Baltimore Bullets   | 23  | 5   | 12  | 2   | 2   | 4   | 2   | 12  |
| John Johnson       | Cleveland Cavaliers | 2   | 0   | 0   | 0   | 0   | 0   | 1   | 0   |
| Bob Kauffman       | Buffalo Braves      | 4   | 0   | 2   | 0   | 0   | 0   | 0   | 0   |
| Wes Unseld         | Baltimore Bullets   | 21  | 4   | 9   | 0   | 0   | 10  | 2   | 8   |
| Tom Van Arsdale    | Cincinnati Royals   | 11  | 4   | 8   | 0   | 2   | 2   | 1   | 8   |
| Jo Jo White        | Boston Celtics      | 22  | 5   | 10  | 0   | 0   | 9   | 2   | 10  |
| Totale             |                     | 240 | 49  | 118 | 9   | 18  | 68  | 25  | 107 |
| All. Red Holzman   | New York Knicks     |     |     |     |     |     |     |     |     |

MIN: minuti. FGM: tiri dal campo riusciti. FGA: tiri dal campo tentati. FTM: tiri liberi riusciti. FTA: tiri liberi tentati. RIM: rimbalzi. AST: assist. PT: punti